# イリーナ・トゥルシュキナ
イリーナ・アレクサンドロヴナ・トゥルシュキナ（ウクライナ語: Ирина Александровна Трушкина、ラテン文字転写: Iryna Alexandrovna Trushkina、1986年12月3日 - ）は、ウクライナの元女子バレーボール選手。元ウクライナ代表。

## 来歴

### クラブチーム
ビーラ・ツェールクヴァ出身。2003年、Krug Cherkasyに入団。在籍した6年間でウクライナ国内リーグで優勝4回、準優勝1回の成績を残した。2006/07シーズンの国内リーグではベストブロッカー部門でトップの活躍をみせた。2010年、Jinestra Odessaへ移籍し、2010/11シーズンのウクライナ国内リーグで準優勝した。2011/12シーズンはロシアのSamorodok Khabarovskでプレーした。2012年、Khimik Yuzhnyへ移籍し、在籍した3シーズンともにウクライナ国内リーグで優勝を果たした。2015年、トルコのİlbankへ移籍し、1年間プレーした。2016/17シーズンはニルフェル・ベレディイェスポルでプレーし、トルコカップでは5位となった。2017年、ルーマニアのCSMブカレストへ移籍し、2017/18シーズンのルーマニアリーグで優勝に貢献した。2018年6月、同チームと契約を更新し、2018/19シーズンのルーマニアリーグで準優勝、ルーマニアカップで優勝した。2019年7月、ポーランドのグルパ・アゾティ・チェミック・ポリツェへの移籍が発表され、2019/20シーズンのタウロンリーガ、ポーランドカップで優勝を果たした。2020年6月、ルーマニアのCSM Târgovișteへの移籍が発表され、2020/21シーズンのルーマニアリーグで優勝を果たした。

### 代表チーム
アンダーカテゴリーの代表として2003年、U-20世界選手権に出場し6位となった。2004年、U-20欧州選手権に出場し5位となった。2006年、シニア代表に初選出された。代表チームとしては2014年の世界選手権欧州大陸予選、2017年のヨーロッパリーグに出場し金メダルを獲得した。2021年の欧州選手権での試合をもって現役を引退した。

## 球歴
- 欧州選手権 - 2017年、2019年、2021年

## 所属クラブ
- Krug Cherkasy（2003-2009年）
- Jinestra Odessa（2010-2011年）
- Samorodok Khabarovsk（2011-2012年）
- Khimik Yuzhny（2012-2015年）
- İlbank（2015-2016年）
- ニルフェル・ベレディイェスポル（2016-2017年）
- CSMブカレスト（2017-2019年）
- グルパ・アゾティ・チェミック・ポリツェ（2019-2020年）
- CSM Târgoviște（2020-2021年）